# ゲオルク・ガフキー

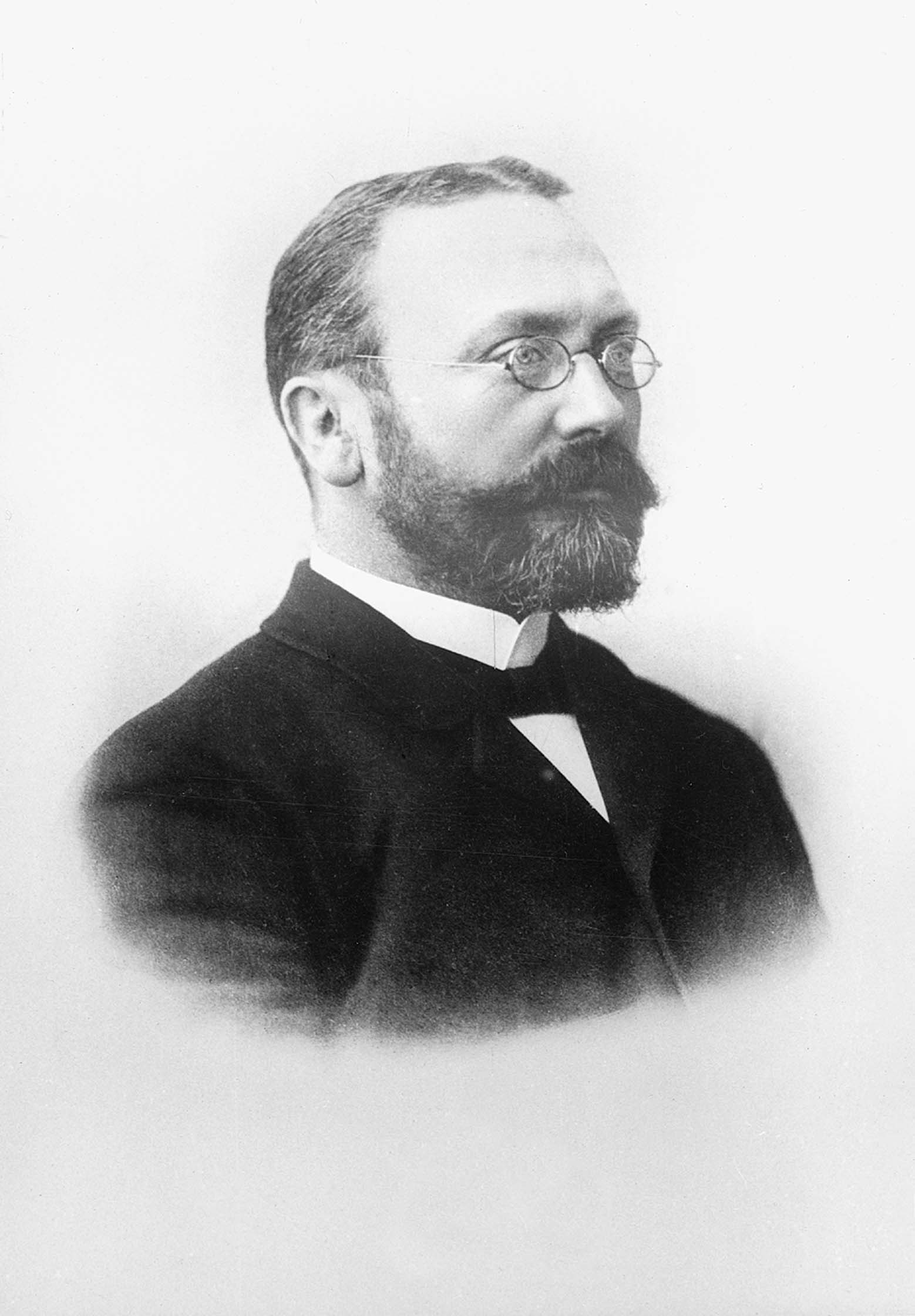
Georg Gaffky

ゲオルク・ガフキー（Georg Theodor August Gaffky, 1850年2月17日 - 1918年9月23日）はドイツの細菌学者。1884年にチフス菌の培養に成功したことで知られる。
ハノーファーで生まれた。ベルリンのフリードリヒ・ヴィルヘルム大学で医学を学び、普仏戦争で一時学業が中断されるが1873年に卒業した。鉛中毒による腎臓障害の研究で学位を取り、ベルリンの病院で助手を務め、1875年に医師免許を得た後、軍医として働いた。
ロベルト・コッホの助手として働き、感染症の原因としての細菌学の研究に従事した。1880年に腸チフスの病原体をカール・エーベルトが発見し、コッホが独立して研究した病原菌の分離、培養方法を改善に務め、1884年に純培養に成功したことを発表した。
1883年にコレラのエジプトでの流行に際してドイツ政府が組織した調査団にコッホとともに加わった。1888年からギーセン大学で衛生学の教授を務めた。1892年のハンブルクでのコレラ発生時には政府へのアドバイザーを務め、1897年のインドでのペストの発生時には調査団を率いた。コッホの後を継いで、1904年から1913年の間、プロシヤ王立伝染病研究所（Preußischen Instituts für Infektionskrankheiten：後のロベルト・コッホ研究所）の所長を務めた。